# Odontoschisma engelii
Odontoschisma engelii är en bladmossart som beskrevs av Gradst. et Burghardt. Odontoschisma engelii ingår i släktet knutmossor, och familjen Cephaloziaceae. Inga underarter finns listade i Catalogue of Life.